# فرودگاه رانچو ماگانا
 فرودگاه رانچو ماگانا (به انگلیسی: Rancho Magaña Airstrip) یک فرودگاه همگانی است که یک باند فرود خاک دارد و طول باند آن ۱۳۲۳ متر است. این فرودگاه در کشور مکزیک قرار دارد و در ارتفاع ۱۹ متری از سطح دریا واقع شده است.